# Alysiasta pilopedibus
Alysiasta pilopedibus är en stekelart som beskrevs av Fischer 2006. Alysiasta pilopedibus ingår i släktet Alysiasta och familjen bracksteklar. Inga underarter finns listade i Catalogue of Life.